# Ламия
 Тази статия е за чудовището от древногръцката митология.  За гръцкия град Ламия вижте Ламия (град).  
Ламия (на гръцки: Λαμϊα) в древногръцката митология е чудовище.
Някога била царица на Либия и любима на Зевс, на когото родила няколко деца. Хера превърнала красивата Ламия в кърваво чудовище, а децата убила. Освен това я лишила от сън. Затова Ламия бродела по нощите. В отчаянието си Ламия започнала да отнема децата на други майки. Съжалилият я Зевс ѝ дал възможност да си маха очите, за да заспи и само тогава тя била безвредна.
Ламия наричали нощните привидения, които пиели кръв от младежите.
В митологията на някои европейски народи „ламия“ е наричан зъл дух, змия с глава и гърди на красива жена. Счита се, че Ламия убива децата и – както сукубите, може да съблазни мъжете и да изпие кръвта им. Живее в гори и изоставени замъци. При южните славяни ламята е чудовище с тяло на змия и глава на куче, което се спуска над полята и градините и унищожава плодовете на земеделския труд. 

## Изследвания
- Стефанова, Юлия. Митът за Ламия и едноименната поема на Джон Кийтс. – В: Езици и култури в диалог: Традиции, приемственост, новаторство. Конференция, посветена на 120-годишната история на преподаването на класически и нови филологии в Софийския университет „Св. Климент Охридски“. С., УИ, 2010,